# Rozwady (Biskupiec)
Rozwady (deutsch Erdmannsdorf) ist ein Ort in der polnischen Woiwodschaft Ermland-Masuren. Er gehört zur Gmina Biskupiec (Stadt-und-Land-Gemeinde Bischofsburg) im Powiat Olsztyński (Kreis Allenstein).

## Geographische Lage
Rozwady liegt in der westlichen Mitte der Woiwodschaft Ermland-Masuren, 24 Kilometer südwestlich der früheren Kreisstadt Rößel (polnisch Reszel) bzw. 32 Kilometer nordöstlich der heutigen Kreismetropole und auch Woiwodschaftshauptstadt Olsztyn (deutsch Allenstein).

## Geschichte
Bei Erdmannsdorf handelt es sich ursprünglich um einen großen Hof. Im Jahre 1905 zählte der kleine Ort im Kreis Rößel 29 Einwohner. Bis 1945 war er ein Wohnplatz der Stadtgemeinde Bischofsburg (polnisch Biskupiec).
Als 1945 in Kriegsfolge das gesamte südliche Ostpreußen an Polen fiel, bekam Erdmannsdorf die polnische Namensform „Rozwady“ und ist heute eine Ortschaft im Verbund der Stadt-und-Land-Gemeinde Biskupiec (Bischofsburg) im Powiat Olsztyński (Kreis Allenstein), von 1975 bis 1998 der Woiwodschaft Olsztyn, seither der Woiwodschaft Ermland-Masuren zugehörig.

## Kirche
Bis 1945 war Erdmannsdorf in die evangelische Kirche Bischofsburg (polnisch Biskupiec) in der Kirchenprovinz Ostpreußen der Kirche der Altpreußischen Union, außerdem in die römisch-katholische Kirche der Stadt im damaligen Bistum Ermland eingepfarrt.
Heute gehört Rozwady katholischerseits wieder zur Stadt Biskupiec, die jetzt dem Erzbistum Ermland zugeordnet ist. Evangelischerseits besteht ebenfalls die Beziehung zur Stadt weiter, jetzt allerdings zur dortigen Kapellengemeinde, die eine Filialgemeinde der Pfarrei in Sorkwity (Sorquitten) in der Diözese Masuren der Evangelisch-Augsburgischen Kirche in  Polen ist.

## Verkehr
Rozwady liegt östlich der verkehrsreichen polnischen Landesstraße 57 (einstige deutsche Reichsstraße 128) und ist von Biskupiec auf direktem Wege zu erreichen. Einen Bahnanschluss gibt es nicht.